# Ligota Prószkowska
Ligota Prószkowska is een plaats in het Poolse district  Opolski (Opole), woiwodschap Opole. De plaats maakt deel uit van de gemeente Prószków en telt 880 inwoners.